# Велики Тријанон
Велики Тријанон (фр. Grand Trianon) је дворац за забаву у парку дворца Версај код Париза у Француској. Подигао га је краљ Луј XIV, по плану архитекте Жила Арден-Мансара, за своју љубавницу маркизу Мантењон. Изградња је трајала од јуна 1687. до јануара 1688, а дворац је инаугурисан лета исте године као краљева приватна резиденција. Спољна фасада је израђена од ружичастог мермера, тако да овај дворац зову и „мермерни Тријанон“. 